# Nokia
Nokia Corporation (originalmente Nokia Oyj, denominada Nokia) es una multinacional de telecomunicaciones y tecnología con sede en el distrito de Keilaniemi, Espoo, Finlandia, presidida por Justin Hotard (presidente y director ejecutivo). Está integrada por dos grupos de negocios: Nokia Networks (Redes de telecomunicaciones) y Nokia Technologies. Anteriormente era una empresa orientada principalmente a la fabricación de teléfonos móviles, siendo líder mundial en este sector entre 1998 y 2011. Sin embargo, sufrió una disminución de la participación del mercado como resultado de la creciente utilización de los teléfonos inteligentes de otros proveedores.
En 2011, Nokia Corporation estableció una alianza estratégica con Microsoft Corporation, como parte de la cual todos sus teléfonos inteligentes incorporarían el sistema operativo Windows Phone. En 2013, Microsoft anunció la compra la división de dispositivos móviles y el licenciamiento de las patentes de Nokia en un acuerdo global. La venta se cerró en 2014, si bien dos años después, en 2016, Microsoft vendió su negocio de telefonía móvil de la marca Nokia a la también finlandesa HMD Global. Posteriormente, Nokia firmó un acuerdo de licencia a largo plazo para convertir a HMD en el fabricante exclusivo de teléfonos y tabletas de su marca fuera de Japón, operando conjuntamente con Foxconn. El acuerdo también otorgó a HMD el derecho a las patentes esenciales y al software telefónico.

## Historia

### Inicios de la empresa

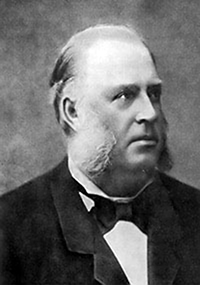
Knut Fredrik Idestam (1838-1916), fundador de Nokia.

La empresa Nokia fue creada en 1865, cuando Finlandia era parte del Imperio ruso, a iniciativa del ingeniero Fredrik Idestam con ayuda de su esposa, quienes establecieron una fábrica de pulpa de madera para la producción de papel a orillas de los rápidos de Tammerkoski, en el sur del país. Unos años más tarde, construyó una segunda fábrica por el río Nokianvirta, el lugar que dio su nombre de Nokia. La compañía tuvo un gran despunte debido a la ola de industrialización imperante en toda Europa, misma que elevó el consumo de papel y cartón. Alrededor de la fábrica se establecieron asentamientos humanos, y a esa comunidad también se le denominaría Nokia.
Fue tal la prosperidad de la empresa que Idestam muy pronto estableció una red de ventas y los productos de Nokia fueron exportados en primer lugar al Imperio ruso y más tarde al Reino Unido y Francia.
Nokia experimentó una expansión horizontal generada debido a múltiples circunstancias. En 1898, una fábrica finlandesa de caucho empezó a manufacturar zapatos. Esta empresa se convirtió en vecina de Nokia cuando dos de los ejecutivos de la industria del caucho decidieron establecerse cerca de la fábrica de cartón por considerar que la disponibilidad de energía hidroeléctrica en la zona era muy amplia. Hacia la década de 1920, los fabricantes de caucho empezaron a utilizar el nombre Nokia como marca. Además de fabricar calzado y neumáticos para automóviles, la compañía comenzó a producir también partes industriales derivadas del caucho, gabardinas, alfombras, pelotas y juguetes.
Mientras tanto, hacia 1912 una compañía de cables (Suomen Kaapelitehdas) se estableció en el centro de Helsinki. Los cables eran demandados ante la creciente necesidad del envío de transmisiones con el desarrollo de las redes telegráficas y telefónicas. Con unos cuantos empleados, la empresa creció rápidamente y tras el fin de la Segunda Guerra Mundial en Europa, comenzó a exportar al mercado soviético, en tanto las ventas a las naciones occidentales experimentaron un despunte en los años 1960.

### Años 1960
El involucramiento de la empresa en el ramo de las telecomunicaciones se produjo en 1960, con la creación del departamento de electrónica de la compañía de cables. En 1962, el consorcio se abocó a las radio-transmisiones. La incursión en el sector fue afortunada para la empresa, porque en ese tiempo la tecnología de los semiconductores estaba saliendo de los laboratorios para aplicarse a la industria en el mundo real.
Hacia 1967 fue introducido el sistema de modulación de códigos por pulsos, el cual incrementó sustancialmente la capacidad de los cables telefónicos. Dos años después, el Grupo Nokia se convirtió en la primera empresa en introducir el sistema de pulsos y se colocó a la vanguardia de sus competidores.

### Años 1970
Tanto fue así que en la década de 1970, con el desarrollo de las transmisiones por microondas, Nokia exportó equipos de transmisión a Suecia, a la Unión Soviética y más tarde al resto del mundo. Entre sus clientes figuraban consorcios de industrias como la petrolera, el gas y las ferroviarias. Ya en aquella época los radioteléfonos (precursores de la telefonía móvil) eran una realidad. Creados en 1963, fueron utilizados, en sus orígenes, por el ejército y otras autoridades, así como para proporcionar servicios de emergencia.
Una de las innovaciones tecnológicas más importantes fue la digitalización de los servicios de telecomunicaciones. Hacia los setenta, la mayor parte de la telefonía era electromecánica, con conmutadores analógicos y no existía un consenso en torno al empleo de la tecnología digital. Fue aquí donde el Grupo Nokia incursionó en el terreno de la digitalización y creó el sistema DX 200, que se convirtió en la plataforma de los conmutadores.
En la creación del DX 200, el Grupo Nokia decidió emplear el lenguaje de computación a alto nivel y microprocesadores Intel, innovaciones que probaron ser decisivas en el objetivo central de la iniciativa, que era el desarrollo modular. Así, el DX 200 crece por añadidura de más computadoras en paralelo, con lo que el usuario estaría en posibilidad de iniciar operaciones con un pequeño conmutador al que le puede ir agregando mayor capacidad conforme a sus necesidades. Ello habla de la flexibilidad de esta tecnología, que ya en los noventa se había convertido en un éxito mundial.

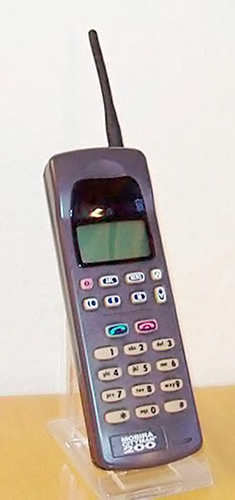
Cityman 200.

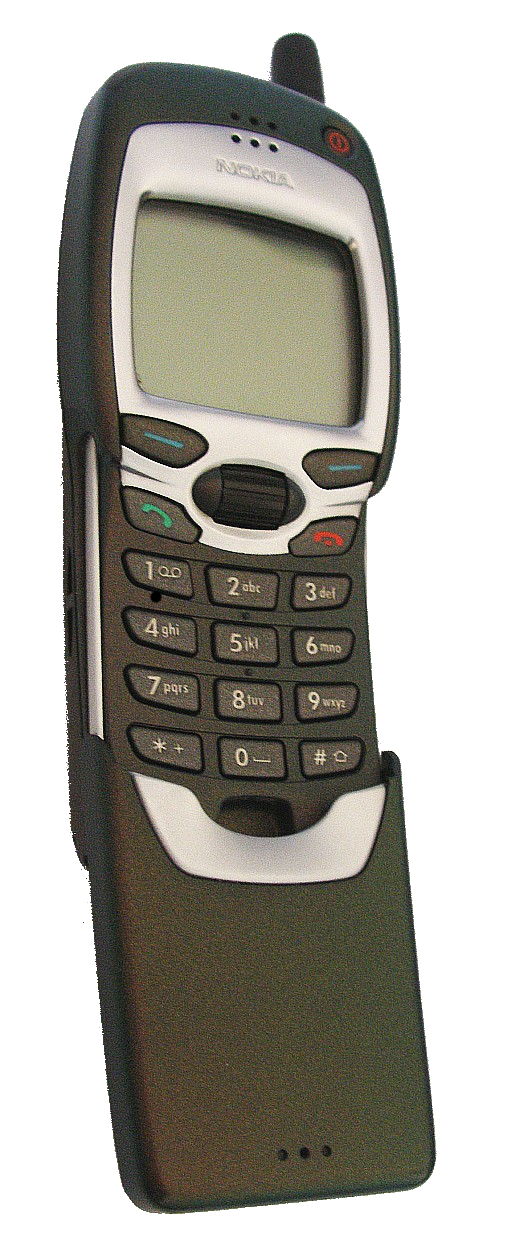
Nokia 7110. Lanzado en 1999. Primer teléfono con WAP y S40.

### Años 1980
En los setenta, las autoridades finlandesas en materia de telecomunicaciones, habían aprobado una legislación, similar a la implantada en Suecia, para establecer la telefonía móvil en los automóviles, la cual estaría conectada a la red pública. En los siguientes meses, los demás países nórdicos desarrollaron iniciativas similares, sobre todo al reconocer que los sistemas de telecomunicaciones de cada uno de esos países no estaba conectado con los de los demás. No existía el roaming, como se le conoce hoy en día, y entonces se llegó a la conclusión de que sería necesario desarrollar una red común con estándares afines. Así, en 1981 nació el servicio nórdico de telefonía móvil que utilizó 450 MHz y que fue el primero en el mundo en establecer la telefonía móvil entre diversos países. En el transcurso de esa década, otros países europeos y del resto del mundo siguieron los pasos de los nórdicos, a la vez que Nokia ya estaba abasteciendo de teléfonos móviles con otros estándares a Alemania, Francia, Italia y el Reino Unido.
En 1982, Nokia produjo el primer sistema de telefonía móvil, denominado Senator. La demanda por este producto creció y fue necesario crear conmutadores, equipos de transmisiones y estaciones de base para garantizar sus operaciones. Las especificaciones de los nuevos estándares fueron publicitadas y licitadas en una apertura a la competencia internacional.
En 1984 fue introducido al mercado el Mobira Talkman, que fue el primer teléfono transportable. Tuvo una notable demanda en los mercados nórdicos y ello llevó a Nokia a tener nuevos clientes, incluyendo los estadounidenses y los británicos. La necesidad de contar con teléfonos de más fácil manejo y transportación, derivó en innovaciones tecnológicas que fueron muy notorias en los tamaños y el peso de los mismos. Así, por ejemplo, mientras que el Senator lanzado al mercado en 1982 pesaba 9,8 kilogramos, el Mobira Talkman pesaba menos de 5 kilogramos, esto es que, en un período de dos años se logró reducir el peso del teléfono a la mitad.
En 1987, Nokia introdujo un nuevo modelo, el Mobira Cityman que pesaba 800 gramos con la batería. Los costes de los teléfonos también habían disminuido. El Mobira Cityman tenía un precio, en 1987, de unos US$3726.

### Años 1990
La empresa vivió una rápida transnacionalización si se toma en cuenta que en 1986 el 41 por ciento de sus ventas se concentraba en Finlandia, para diez años más tarde, colocar ahí solo el 6 por ciento.
En 1998, Bill Gates se puso en contacto con el presidente de Nokia para plantearle la conveniencia de crear un sistema operativo conjunto entre Nokia y Microsoft, destinado a dominar el mundo de la telefonía como lo había hecho Windows con el de los PC. El proyecto nunca se inició y Nokia lideró un grupo de empresas formado además por Motorola, Panasonic, Sony, Psion y Siemens del cual nació Symbian OS.

### Años 2000

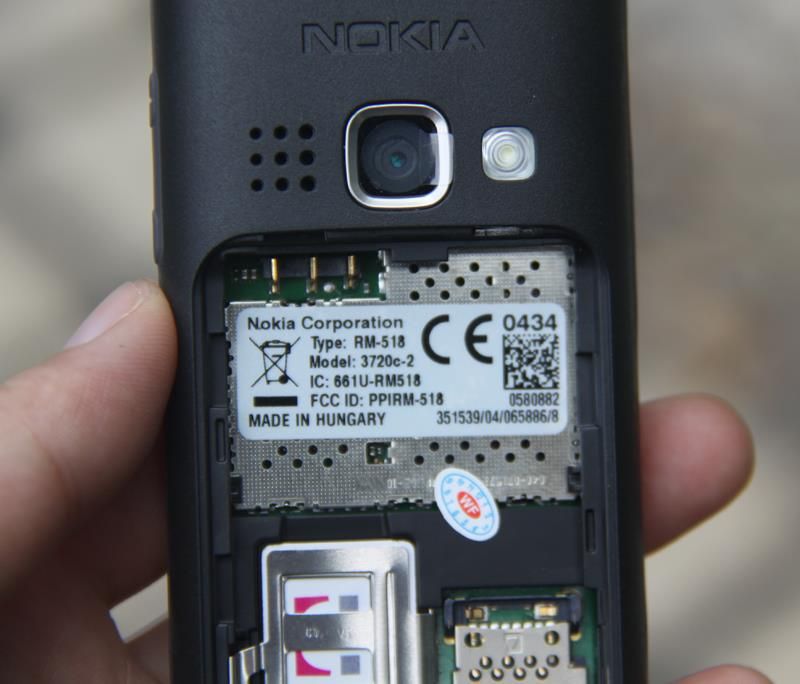
Nokia 3720 de fabricación europea.

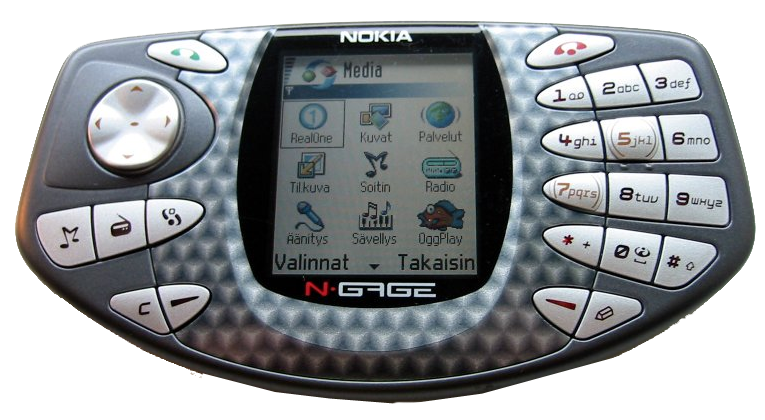
Nokia N-Gage.

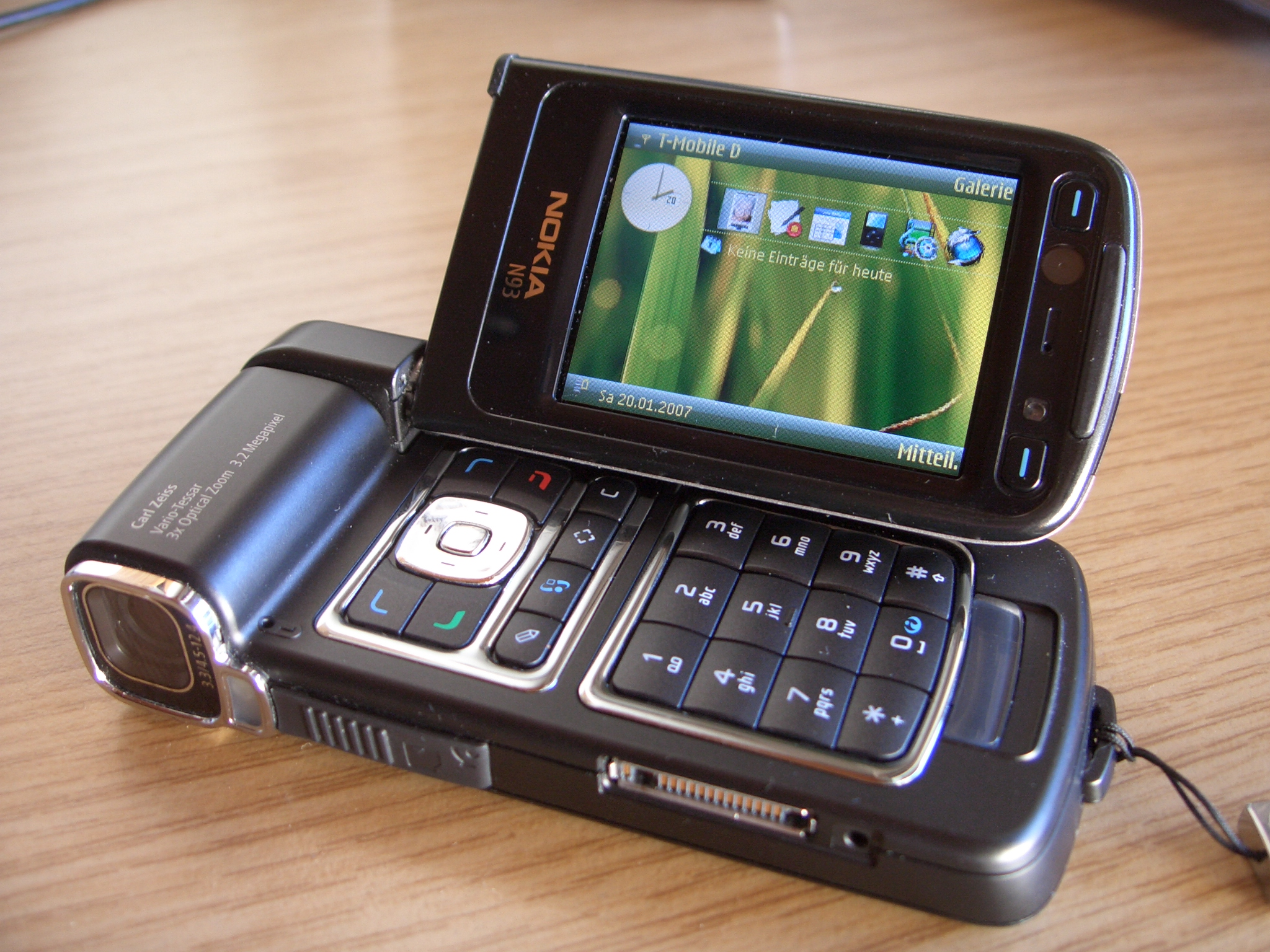
Nokia de la serie N, modelo N93.

Nokia contaba entonces con cerca de 20 instalaciones de producción en 9 países entre ellos Alemania (Bochum), entre las que destacaba la particular fábrica de Manaos en plena selva Amazónica. Sin embargo, Apple y RIM empezaron a tener supremacía sobre Nokia en el terreno de la telefonía inteligente. Como empresa, Nokia estaba consolidada en aspectos de hardware. El problema es que en la telefonía inteligente cobraba mucha importancia el software y los servicios.
En 2003 fue lanzado al mercado el Nokia N-Gage, un teléfono móvil y consola portátil perteneciente a la serie 60 y que corría bajo el sistema operativo Symbian OS 6.1. Este producto no satisfizo las expectativas iniciales y no logró posicionarse como una consola al mismo nivel que la portátil de Nintendo Game Boy Advance, además ya se vislumbraba una nueva generación de portátiles de Sony y Nintendo.
En 2005, Nokia anunció lo que la compañía vino a denominar la serie E, consistente en terminales de tipo teléfono inteligente orientados a los negocios, con énfasis en el soporte de correo electrónico corporativo. Ese mismo año aparece la serie N de Nokia.

### Años 2010
En 2011 Nokia presentó el Nokia N9, con un sistema operativo MeeGo, distinto al conocido Symbian. En octubre, Nokia lanzó sus dos primeros terminales de la serie Asha. Posteriormente Nokia creó la plataforma Asha como resultado de la adquisición de Smarterphone.

#### La alianza con Microsoft y Windows Phone
En febrero de 2011, el CEO de Nokia Stephen Elop, exjefe de Microsoft Business Division, dio a conocer una nueva alianza estratégica con Microsoft, y anunció que cambiaría sus esfuerzos a Windows Phone dejando de lado a MeeGo y Symbian, a excepción de los modelos básicos.
Como parte del plan de reestructuración, Nokia planeó reducir la investigación y el desarrollo, en lugar de personalizar y mejorar la línea de software para Windows Phone 7. "Aplicaciones y almacén de contenido" de Nokia (Ovi) se integró en la tienda de Windows Phone y Nokia Maps se convirtió en el corazón de Bing de Microsoft y AdCenter. Microsoft proporcionó las herramientas para los desarrolladores de Nokia para sustituir el Qt framework, que no soportaban los dispositivos con Windows Phone 7.
De esta alianza nació la serie de teléfonos inteligentes Nokia Lumia, con el sistema operativo Windows Phone. Más tarde se lanzaría dentro de esta gama una tableta de 11", Nokia Lumia 2520, que a diferencia de los anteriores productos, trabaja con Windows RT y no con Windows Phone. Anteriormente Nokia había lanzado en 2005 una tableta que corría bajo Linux, la Nokia 770 Internet Tablet.

#### Adquisición del negocio de la telefonía móvil por parte de Microsoft
En septiembre de 2013, Microsoft anunció la intención de adquirir todas las divisiones de dispositivos y servicios de Nokia y el licenciamiento y uso del servicio de mapas Here, en un acuerdo por valor de 3,79 mil millones de €, junto con otros 1,65 mil millones de € para licenciar la cartera de patentes de Nokia durante 10 años un acuerdo total en más de 5,4 mil millones de €. Como parte del acuerdo, una serie de ejecutivos de Nokia se unió a Microsoft.
Respecto a las marcas comerciales, Nokia licenciará la marca Nokia a Microsoft en virtud de un acuerdo de 10 años para su uso en "feature phones". Además, Nokia estará sujeta a una cláusula de no competencia que evitará que esta produzca cualquier dispositivo móvil con el nombre de Nokia hasta el 31 de diciembre de 2015.
Finalmente, la compra se completó en abril de 2014, por un precio de 5440 millones de euros.
Tras la venta, Nokia se centró en tres unidades de negocio principales: su división de infraestructura, Nokia Networks; Here, servicio de mapas, y el desarrollo y licencias de sus "tecnologías avanzadas".
Antes de que se cerrara el acuerdo de compra con Microsoft, Nokia anunció en 2014 su Nokia X Software Platform. Los teléfonos de esta familia utilizaban el código abierto Linux de la AOSP (Android Open Source Project) para desarrollar su nuevo sistema, con interfaz similar a las terminales Asha y Windows Phone y vinculado a servicios provistos por Microsoft. El sistema era capaz de ejecutar e instalar aplicaciones .apk de Android por su base AOSP. Las aplicaciones se podían obtener desde la Nokia Store, aunque también se tenía la disposición de poder descargar e instalar aplicaciones provenientes de tiendas de terceros.

#### 2015-2019
En abril de 2015, Nokia anunció que habían llegado a un acuerdo para comprar Alcatel-Lucent por 15 600 millones de euros. La adquisición pretendía crear un competidor más fuerte frente a las empresas rivales Ericsson y Huawei. Por otra parte, Nokia anunció en agosto que había llegado a un acuerdo para la venta de Here a un consorcio formado por Audi, BMW y Daimler. La compra se completó en diciembre de 2015.
En 2017, Nokia y Xiaomi anunciaron que han firmado un acuerdo de colaboración empresarial y un acuerdo de patentes multi-anual, incluyendo una licencia compartida para las patentes esenciales de estándares móviles de cada compañía.
En 2018, Solidium, el brazo de inversión del gobierno finlandés, compró una participación del 3,3% en Nokia valorada en 844 millones de euros.

### Años 2020
El 2 de marzo de 2020, Nokia anunció a Pekka Lundmark como su nuevo CEO. Ese mismo mes, completó la adquisición de Elenion Technologies, una empresa estadounidense enfocada en tecnología de fotónica de silicio para mejorar la conectividad óptica avanzada.
En mayo de 2020, Sari Baldauf reemplazó a Risto Siilasmaa como presidenta de la junta directiva y Kari Stadigh fue nombrado vicepresidente. En junio, Nokia ganó un contrato 5G de alrededor de $450 millones con Taiwan Mobile para desarrollar la red de próxima generación del operador. En octubre, anunció un acuerdo con la NASA para crear una red móvil 4G para uso de astronautas en la luna, a través de su subsidiaria Bell Labs.
En 2020, Flipkart se asoció con Nokia para comercializar productos de consumo con la marca Nokia en India, como televisores, una laptop y aires acondicionados. En abril de 2022, Nokia anunció su salida del mercado ruso debido a la invasión de Ucrania, sin afectar sus perspectivas financieras.
En febrero de 2023, Nokia presentó un nuevo logotipo después de casi 60 años para renovar su identidad de marca, ya que el logotipo anterior aún se asociaba con teléfonos móviles. El nuevo logotipo fue diseñado por Lippincott. En diciembre de 2023, la multinacional formalizó la adquisición de Fenix Group, un proveedor de medios de comunicación tácticos, con el fin de fortalecer su oferta inalámbrica en el segmento de defensa. En el mismo mes, Nokia anunció un  acuerdo de 185 millones de euros con Lumine Group para dividir su negocio de gestión de dispositivos (heredado de la compra de Motive, Inc. por parte de Alcatel-Lucent ) y su negocio de gestión de servicios (anteriormente Mformation ). El acuerdo se completó en abril de 2024 e implicó la transferencia de alrededor de 500 empleados de Nokia. En junio de 2024, Nokia adquirió Infinera por 2.300 millones de dólares. 
En diciembre de 2024, lanzó la primera cámara industrial 5G de 360 grados y resolución 8K.

## Los dispositivos móviles bajo la marca Nokia desde 2016
Human Mobile Devices (HMD), es una empresa finlandesa que desarrolla y comercializa dispositivos móviles bajo la marca Nokia. Se formó en mayo de 2016 tras la compra de parte del negocio de teléfonos básicos de Microsoft Mobile junta a licencia de uso de la marca Nokia en estos teléfonos. Al mismo tiempo se anunciaba un acuerdo entre Nokia y HMD para la licencia de uso de la marca Nokia en smartphones, convirtiéndose HMD en la poseedora exclusiva del uso de la marca Nokia en dispositivos móviles. En enero de 2024, HMD cambió su nombre a 'Human Mobile Devices', y utilizará su propia marca en dispositivos futuros junto con la de Nokia.
El CEO de la empresa es Arto Nummela, que ingresó en Nokia en 1994 y pasó a trabajar en Microsoft Mobile en 2014. La presidencia está en manos de Florian Seiche, el cual ha trabajado en Nokia, Siemens, Orange y HTC. El 15 de agosto de 2016, Pekka Rantala, antiguo CEO de Rovio Entertainment, pasó a ser jefe de marketing de HMD. Rantala trabajó previamente en Nokia entre 1994 y 2011.

## Negocios
Nokia es una compañía pública de responsabilidad limitada que aparece en las Bolsas de valores de Helsinki y Nueva York.
Nokia desempeñó un papel destacado en la economía de Finlandia. La empresa es una importante fuente de empleo en Finlandia y trabaja con múltiples socios y subcontratistas locales.

### Grupos de negocios

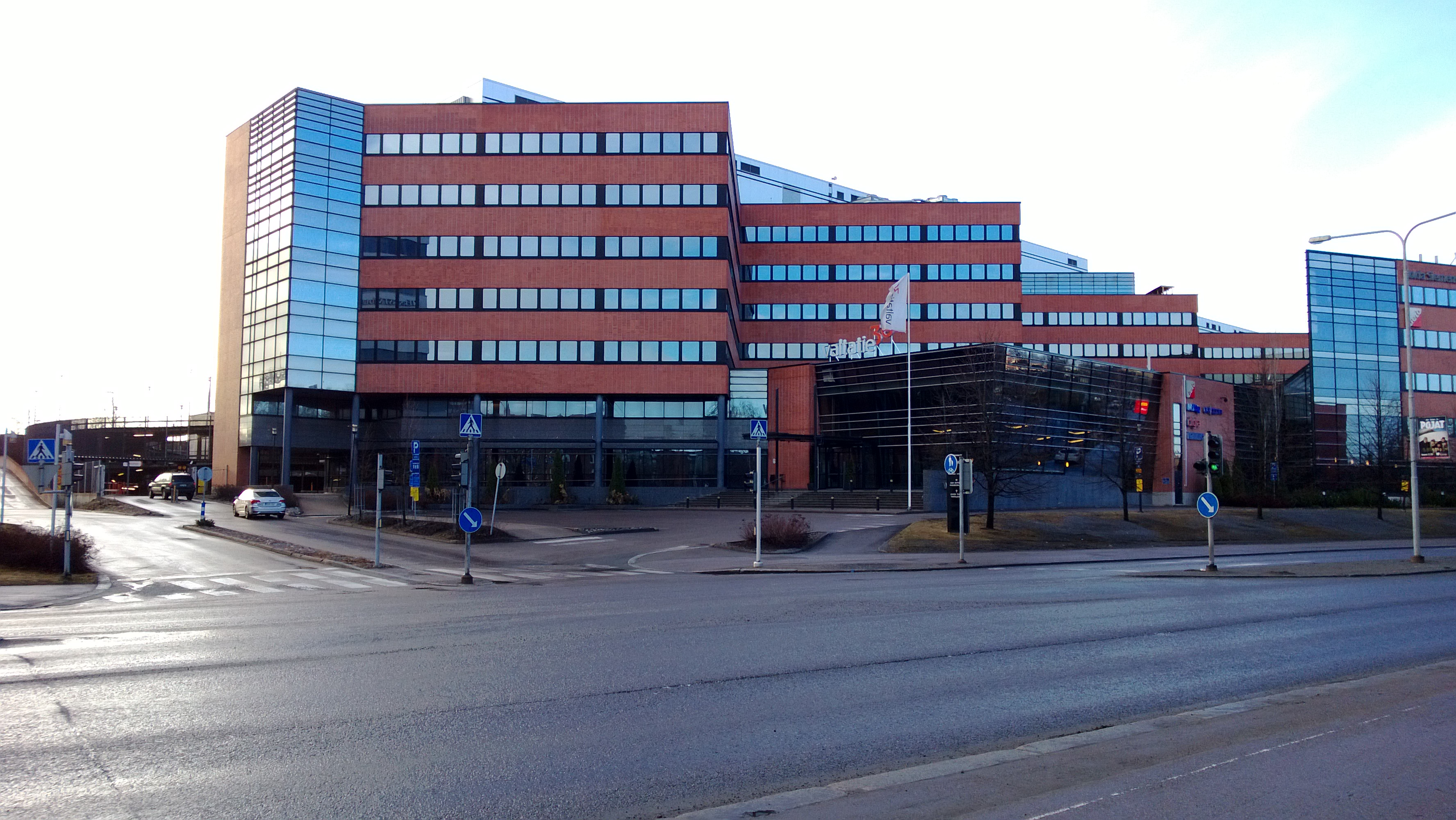
Edificio de oficinas en Tampere, Finlandia.

Nokia se compone actualmente de cuatro grupos de negocios:
Nokia Networks: fue previamente conocido como Nokia Siemens Networks (NSN) y Nokia Solutions y Networks (NSN), y es una compañía de redes de datos y equipos de telecomunicaciones multinacional con sede en Espoo, Finlandia. Tiene operaciones en alrededor de 150 países, produciendo infraestructura para redes de telefonía móvil y otros equipamientos de telecomunicaciones para aplicaciones como la telefonía tradicional por voz, RDSI, acceso a Internet por banda ancha, radio profesional móvil, voz sobre IP y una línea de receptores de satélite. Nokia provee equipos de comunicaciones móviles para todo mercado considerable y protocolo, incluyendo TDMA, GSM, CDMA, W-CDMA, LTE y 5G.
Nokia Solutions and Networks se puso en marcha en 2007 como una empresa conjunta entre Nokia (50,1%) y Siemens (49,9%), pero ahora es una subsidiaria propiedad de Nokia. Proporciona la red inalámbrica y fija de infraestructura, comunicaciones y plataformas de servicios de redes, así como servicios profesionales a los operadores y proveedores de servicios. Se centra en redes de acceso de radio GSM, EDGE, 3G/W-CDMA, LTE, WiMAX y 5G.
En julio de 2013, Nokia volvió a comprar todas las acciones de Nokia Siemens Networks, por una suma de US$2,21 mil millones y le cambió el nombre de Nokia Networks.
Nokia Technologies: es una división que desarrolla y licencia la tecnología y la marca Nokia. Consiste en un equipo de desarrollo en los campos de formación de imágenes, detección, conectividad inalámbrica, administración de energía y materiales, y otras áreas, tales como el programa de licencias de propiedad intelectual. Se compone de tres laboratorios:

- Radio Systems Lab, en áreas de acceso por radio, conectividad local inalámbrica, y la implementación por radio.
- Media Technologies Lab, en las áreas de multimedia, interacción y sensores.
- Material Technologies Lab, en las áreas de soluciones avanzadas de detección, métodos de interacción, las nanotecnologías y tecnologías cuánticas.

Nokia Technologies también ofrece la participación del público en su desarrollo a través del programa Inventa con Nokia.
Alcatel-Lucent: Nokia compró una participación del 80% de Alcatel-Lucent, y se hizo cargo del control de la gestión de la empresa.
Nokia Bell Labs: Bell Labs se convirtió en una subsidiaria de Nokia tras la absorción de Alcatel-Lucent. Su nombre se cambió posteriormente a Nokia Bell Labs.

## Nokia y el software libre
Nokia liberó todas sus patentes para que pudieran ser utilizadas en el desarrollo del kernel Linux. Dicha liberación no se aplicó a aquellas compañías que habían iniciado procesos judiciales relacionados con patentes de Linux. Por otra parte, Nokia donó a la Fundación Gnome 150 000 euros. Además, el navegador de las Series 60 utilizaban WebCore, JavaScriptCore y las librerías KHTML y KJS.

## Política RSC
1. Sostenibilidad Ambiental Reducción de emisiones y eficiencia energética:
Nokia trabaja en reducir las emisiones de gases de efecto invernadero (GEI) tanto en sus propias operaciones como en su cadena de suministro. Se han planteado objetivos para reducir las emisiones de carbono alineadas con el Acuerdo de París.
Diseño de productos sostenibles: Desarrolla equipos de telecomunicaciones y dispositivos electrónicos con un enfoque en eficiencia energética y reducción de materiales contaminantes.
Energía renovable: Nokia ha impulsado el uso de energía renovable en sus instalaciones y fomenta que sus proveedores hagan lo mismo.
Economía circular: Nokia busca implementar prácticas de economía circular, reduciendo el desperdicio a través del reciclaje y la reutilización de materiales.
2. Ética y Transparencia Prácticas de negocios éticas:
Nokia establece políticas de ética en todos los niveles, buscando asegurar que sus empleados y socios actúen de acuerdo con sus estándares de conducta.
Transparencia en informes : Publicar informes detallados sobre su progreso en RSC, manteniendo una comunicación abierta sobre su impacto ambiental, social y económico. Cadenas de suministro responsables: Nokia se asegura de que sus proveedores cumplan con los estándares laborales, medioambientales y éticos. Han implementado programas de auditoría y capacitación para sus proveedores en estas áreas.
3. Impacto Social y Derechos Humanos
Inclusión y diversidad: Promueve la inclusión, la diversidad y la igualdad de género en su fuerza laboral. Esto incluye políticas para asegurar la equidad de género y de oportunidades. Desarrollo de comunidades: Nokia participa en programas de desarrollo comunitario y en iniciativas de conectividad para mejorar el acceso a las tecnologías de información y comunicación (TIC) en áreas desfavorecidas. Derechos humanos : La empresa sigue los Principios Rectores de las Naciones Unidas sobre Empresas y Derechos Humanos y tiene políticas para evitar el trabajo infantil y forzado, el abuso laboral y otros problemas sociales en su cadena de suministro.
4. Innovación y Contribución al Desarrollo Digital Infraestructura de comunicación segura y sostenible:
Nokia contribuye al desarrollo de infraestructuras de comunicación que apoyan la digitalización y sostenibilidad de sectores clave, como la salud, la educación y la administración pública.
Desarrollo de redes 5G sostenibles: La compañía impulsa el avance de tecnologías 5G con un enfoque en eficiencia energética, seguridad y reducción de impacto ambiental.
Programas de capacitación digital : Nokia también colabora con gobiernos y organizaciones no gubernamentales (ONG) en programas para reducir la brecha digital, ayudando a comunidades en su capacitación en habilidades digitales.